# Ислам в Кот-д’Ивуаре
Ислам в Кот-д’Ивуаре исповедуют 40,2 % населения этой страны.

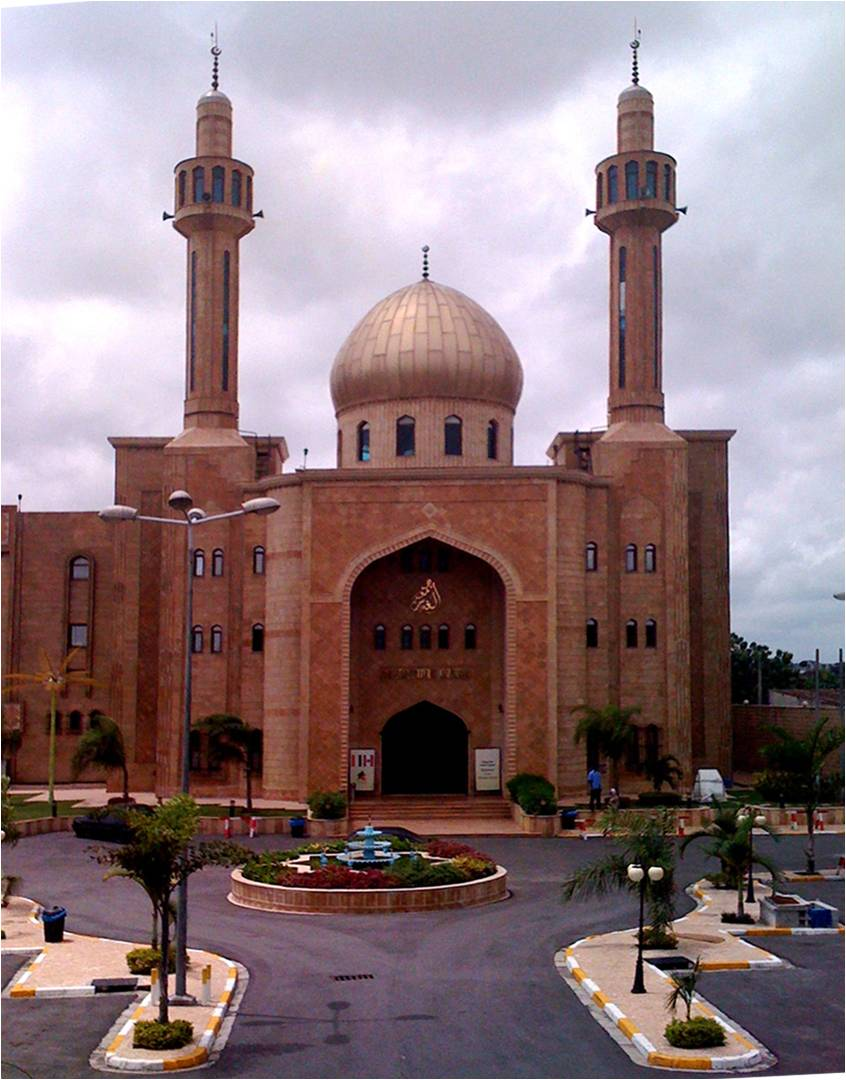
Мечеть в Кот-д’Ивуаре

## История
Распространение ислама в Средневековье обусловлено прежде всего торговыми связями с североафриканскими берберами и туарегами. С XV века ислам стал распространяться в северной части страны, а в южной появились первые колонии португальцев, голландцев и датчан распространивших в прибрежной полосе, названной ими Берег Слоновой кости христианство.
В начале XVIII века народ дьюла создал Империю Конг, которое стало важным торговым центром и центром распространения ислама в Западной Африке. Империя Конг просуществовала до 20 февраля 1888 года, когда она была покорена Францией и сначала вошла в состав колонии Сенегал, а позднее в состав Французской Западной Африки.

## Численность и расселение
Большинство мусульман в Кот-д’Ивуар сунниты маликитского мазхаба, ещё большое влияние имеют суфийские тарикаты, кроме того в стране можно встретить представителей ахмадийской общины.
Увеличившаяся миграция из Буркина-Фасо и Мали привела к увеличению количества мусульман в Кот-д’Ивуаре. Ислам распространён среди таких этнических групп как мандинка, дьюла, сенуфо,